# إرشاد بعيد
الإرشاد البعيد في السياق الطبي يشير إلى الإشراف والإرشاد في المهمة الطبية، وعادة ما يكون الإجراء أو الاختبار القادم من منطقة بعيدة. وينتهي ذلك في عالم تطبيقات الزمن الحقيقي للتطبيب عن بعد. وعلى سبيل المثال، يمكن أن يقود أخْتِصَاصِيُّ الأَشِعَّة فحص الأشعة التليفزيونية فوق الصوتية من مكان عن بعد. كما أنه ليس هناك حاجة لهذه الخبرة المباشرة اللازمة لإنجاز المهمة الطبية. وفي المثال السابق، فإنه يمكن القيام بالأشعة التليفزيونية الكيفية التشخيصية بواسطة الأفراد غير المدربين طبيًا عن طريق استخدام جهاز الأشعة التليفزيونية فوق الصوتية الموجود في مكان المريض وتحت الإشراف المتواجد في مكان عن بعد. وهناك مثال لعلم الأشعة البعيدة في حالة ما إن تم تشكيلها، فإنه يمكن إنشاء الإرشاد البعيد من غرفة أو سطح آخر في نفس المبنى أو من مكان بعيد مثل قارة مختلفة أو حتى كوكب. وقد أثبت باحثو وكالة ناسا بنجاح الإرشاد البعيد لتَخْطيط الصَّدَى القلبي التشخيصي باستخدام الأشعة فوق الصوتية في محطة الفضاء، حيث قام بهذه التجربة رواد الفضاء غير المتخصصين في المجال الطبي بناءً على تعليمات من الخبير المتواجد على الأرض

## التشخيص عن بُعد
تشير لفظة التشخيص عن بعد إلى تطبيقات التطبيب عن بعد في الزمن الحقيقي والتي تحقق جودة مستوى التشخيص وتبادل المعلومات. وفي هذا الصدد، فإن ذلك يشير إلى التوقع الخاص بالجودة اللازمة لحدوث أو استثناء التشخيص الطبي. وفي سياق الطب البعيد الخاص بالصور الإشعاعية، فإن هذه الصور غالبًا ما تتواءم مع معايير التصوير والاتصال الرقمي في الطب. وقد أدى انتشار عرض النطاق الترددي عالميًا إلى إزعاج أيقونات بيئة الرعاية الطبية، غير أن الصور والفيديو لم تصبح بعد التوقع المعياري لبيئات الرعاية أو أنظمة أرشفة الصور والاتصالات. ويعد المسح الضوئي بالأشعة فوق الصوتية هو الأكثر استخدامًا في فحوصات البطن والفحوصات العضلية الهيكلية وفحوصات الحوض والفحوصات النسائية والقلبية والوعائية حيث أظهرت حديثًا بعض الأرجحية للتشخيص عن بعد.
ويشير التشخيص عن بعد (RD) الأكثر عمومية إلى كشف الخطأ أو الأخطاء التي تواجه النظام أو جسم الهدف من مسافة بعيدة. أمثلة استخدام: الطائرات ومركبات الفضاء وفورمولا 1 ووسائل النقل الأساسية الأخرى مثل السفن والقطارات إلخ. وفي هذه الحالات خاصة عند وقوع الأفعال التصحيحية أيضًا، فإن استخدام لفظة صيانة التشخيص عن بعد هي الأكثر ملاءمة.

## الواجهات التقنية
على الرغم من أنه يمكن إرسال الصور عن طريق البريد الإلكتروني وإعادة إرسالها بطرق عديدة، إلا أن المنتجات المرئية للأجهزة الطبية غير متاحة بشكل فعلي للتفاعل عن بعد. وقد أدت بعض التطورات الجديدة في مجال أجهزة المسح الضوئي إلى تسهيل القدرة الجديدة مثل آلات الأشعة فوق الصوتية. وتمنح عملية تضمين نتاج موائم جرافيكيات الفيديو الفرصة لأجهزة جذب الإطار المرئي في انسياب بيانات هذا النتاج عبر شبكة الإنترنت.